# Vars-sur-Roseix
Vars-sur-Roseix este o comună în departamentul Corrèze din centrul Franței. În 2009 avea o populație de 314 de locuitori.

## Evoluția populației
| An        | 1975 | 1982 | 1990 | 1999 | 2006 | 2009 |
| --------- | ---- | ---- | ---- | ---- | ---- | ---- |
| Populație | 227  | 257  | 280  | 254  | 285  | 314  |